# 1812: Serce Zimy
1812: Serce Zimy – interaktywny audiobook, zwany również audiogrą, stworzony i wydany przez Telekomunikację Polską. Gra została wydana 29 listopada 2011 roku na platformę Microsoft Windows, Symbian, iOS Apple i Android.

## Informacje ogólne
1812: Serce Zimy to gra z gatunku RPG, w której równy nacisk położono na elementy walki oraz interakcji z bohaterami niezależnymi, wśród których znalazły się zarówno postaci fikcyjne, jak i historyczne. Gra, która niemal całkowicie opiera się na dźwiękach. Grafika została zredukowana do minimum tak, aby gracz mógł skoncentrować się na opowieści.

## Fabuła
Prolog
Jest lato roku 1812. Korwin Giedyminowicz, weteran kampanii napoleońskich (m.in. bitwy pod Somosierrą), wiedzie spokojne życie w swoim majątku na Litwie. Odwiedza go dawny przyjaciel z wojska, Paweł Jerzmanowski, który próbuje namówić Korwina do przyłączenia się do maszerującej na Rosję Wielkiej Armii. Giedyminowicz odmawia.
Tej samej nocy dwór Giedyminowiczów zostaje zaatakowany przez upiornych intruzów w rosyjskich mundurach, którzy porywają siostrę Korwina, Marzenę. Przewodzi im potężny Kościej, który działa w imieniu tajemniczej Pani Zimy. Pokonany w pojedynku Korwin traci przytomność.
Chcąc nie chcąc, musi wyruszyć do Rosji, śladem wojsk napoleońskich, by odszukać swoją siostrę.
Rozdział I
Korwin dociera do lasów nad rzeką Dźwiną, w których utknął oddział szwoleżerów dowodzony przez Pawła Jerzmanowskiego. Giedyminowicz poznaje kwatermistrza Otto von Elsterna, który informuje go, że Paweł zaginął razem ze swoim patrolem. Dowiaduje się też, że kawaleryjskie konie dręczy jakaś nieznana przypadłość, która sprawia, że wpadają w obłęd.
W zależności od podjętej decyzji gracz-czytelnik może ruszyć śladem Pawła lub szukać tajemniczego Pustelnika, który być może zna sposób, by pomóc chorym zwierzętom.
W trakcie swojej wyprawy w leśne ostępy Korwin pomaga Soni, młodej dziewczynie, która szukała swojego brata. Razem lub osobno docierają do Pustelnika, który opowiada Korwinowi o Pani Zimy i jej sługach, których upiorna moc zatruwa las. Za radą Pustelnika Giedyminowicz udaje się do Żera, wielkiego wilka, byłego przywódcy Ludu zmiennokształtnych od wieków walczącego z Panią Zimy. Po stoczonej walce na zagadki dowiaduje się, że jego syn i następca, Jaryła, został zakażony przez lodowe zimno i powoli traci kontrolę nad sobą i swoim królestwem.
Korwin razem z Sonią wyruszają na poszukiwania Jaryły. Po drodze natykają się na oddział Pawła Jerzmanowskiego i razem z nim odpierają atak ożywionych upiornym zimnem sług Pani Zimy. Przy okazji Korwin dowiaduje się, że towarzysząca mu Sonia jest w istocie siostrą Jaryły.
W ostatnich scenach tego rozdziału Korwin najpierw toczy walkę z potępionymi duchami, Trzema Siostrami, a następnie staje oko w oko z samym Jaryłą. Gdy zwycięża, wielki niedźwiedź zmienia się w człowieka i dziękuje mu za ocalenie od klątwy Pani Zimy. W ostatniej chwili życia budzi w Korwinie jego ukrytą duszę – Kruka.
Rozdział kończy się w chwili, w której Giedyminowicz zmienia się w ptaka i odlatuje. Ciało Jaryły znajduje Sonia, która nie widziała pojedynku i jest przekonana, że Korwin bez skrupułów zabił jej brata.
Rozdziały II i III
W kolejnych, niewydanych rozdziałach gry, akcja toczy się najpierw wokół Bitwy pod Borodino, a następnie w samej ogarniętej pożarami Moskwie, gdzie Korwin stawia czoła Pani Zimy. W tle pojawia się wiele postaci, w tym licznych przedstawicieli magicznego Ludu zmiennokształtnych. Istotnym wątkiem pozostaje również relacja Korwina i Soni, którzy do samego końca podróżują razem.
Akcja rozgrywa się w czasie inwazji wojsk Napoleona na Rosję. Gracz wciela się w Korwina Giedyminowicza, młodego litewskiego oficera, któremu żądna władzy Pani Zimy uprowadziła siostrę. Aby ją ocalić, Korwin wyrusza wraz z armią Napoleona w głąb nieznanego, niebezpiecznego kraju. Historia ma wiele wątków, a decyzje, które podejmuje gracz, mają wpływ na losy bohaterów i bieg wydarzeń.

### Główny bohater
Korwin Giedyminowicz pochodzi ze starej szlacheckiej rodziny litewskiej, wywodzącej się z wprost z pradawnej linii książęcej. Przez pokolenia jego pradziadowie brali aktywny udział w kształtowaniu losów swoich ojczystych stron.
Jednakże w odróżnieniu od swoich przodków Korwin niechętnie myśli o angażowaniu się w sprawy wielkiego świata. Ojciec poległ niemal dwadzieścia lat temu, walcząc daleko od domu pod niejakim Kościuszko, matka zmarła niedługo później. Korwin, choć przeszedł wojskowe szkolenie i był zdolnym młodym oficerem, porzucił armię i zaszył się w rodowym majątku nad Niemnem. Spędza tam czas spokojnie na uprawie ziemi i gospodarowaniu skromnymi środkami, jakie odziedziczył.
Korwin na całym świecie najbardziej kocha swoją siostrę, Marzenę, która jest piękną, młodą kobietą. Przez lata był jej jak ojciec i byłby gotów oddać za nią życie.

### Wątek główny
Główny wątek fabuły dotyczy losów Korwina Giedyminowicza, który wyrusza w głąb Rosji w poszukiwaniu swojej siostry. W trakcie wyprawy dowiaduje się, że za porwaniem stoi złowroga Pani Zimy. Aby stawić jej czoła, sprzymierza się z Ludem zmiennokształtnych, istotami, które toczą z Królową Śniegu swoją własną wojnę. Za ich sprawą odkrywa własne dziedzictwo i zdolności przemiany oraz uczy się korzystania ze specjalnych zdolności innych zwierząt.
Przy wsparciu zmiennokształtnych Korwin zdoła przetrwać w ogarniętej wojną Rosji, zmierzyć się z Kościejem i innymi sługami Pani Zimy, by na samym końcu, w Moskwie, stawić czoła Królowej.

### Wątki poboczne
W trakcie swoich poszukiwań bohater podejmuje wiele zadań pobocznych, które nie są niezbędne do powodzenia misji ratunkowej. Mają one ułatwić pokonywanie trudności i szybciej rozwijać jego zdolności.
Najważniejszy wątek poboczny, przebiegający przez całą fabułę, łączy się z wojskowymi obowiązkami zwiadowcy. Wypełniając rozmaite misje dla swojego oddziału, bohater zdobywa nową broń i zjednuje sobie zaufanie przełożonych. W wielu przypadkach to właśnie w trakcie wykonywania zadań militarnych będzie napotykał na ślady porywaczy i realizował elementy wątku głównego.
Ponieważ przygody rozgrywają się w czasach niebezpiecznych, ale i romantycznych, istotny wątek poboczny poświęcony jest miłości. Nie jest on niezbędny do wypełnienia misji, lecz dodaje jej smaku i wzbogaca o dodatkową opcję zakończenia.

### Pozostali bohaterowie
Marzena Giedyminowiczówna – Marzena w niczym nie przypomina swojego ponurego brata. Melancholijna i wiecznie rozmarzona młódka godzinami przymierzała stare suknie matki i podziwiała swoją rozkwitającą urodę.
Młodsza siostra Korwina wychowała się na francuskich romansach, w których damy spotykały swoich książąt z bajki. Kruczowłosa pannica dzień i noc marzyła o wielkiej przygodzie, która zawiedzie ją w nieznane. Jej pragnienia szybko się spełniły, ale czekający ją los okazał się koszmarem, a nie spełnieniem snów.

## Interfejs
Interfejs użytkownika pozwala na granie bez potrzeby patrzenia na ekran. W zależności od użytkowanego sprzętu, gracze mają do wyboru ekran dotykowy, jak i standardową klawiaturę na urządzeniach przenośnych.

## Dostępność dla osób z dysfunkcją wzroku
Z gry mogą korzystać osoby niewidome lub niedowidzące. Polski Związek Niewidomych przeprowadził testy weryfikujące dostępność Serca Zimy, które potwierdziły możliwość samodzielnego korzystania z aplikacji przez osoby z dysfunkcją wzroku.

## Obsada
- Paweł – Krzysztof Banaszyk
- Aleksiej – Tomasz Bednarek
- Andrzej – Włodzimierz Bednarski
- Oficer La Fontaine – Andrzej Blumenfeld
- Tadeusz – Andrzej Blumenfeld
- Kuragin – Jarosław Boberek
- Pustelnik Kajetan – Filip Borowski
- Sonia – Izabella Bukowska
- Myśliwy – Andrzej Chudy
- Żora – Grzegorz Drojewski
- Królowa Zimy – Elżbieta Jędrzejewska
- Narrator – Piotr Fronczewski
- Żmija – Elżbieta Gaertner
- Marzena – Barbara Kałużna
- Starszy mężczyzna – Stefan Knothe
- Żer – Zbigniew Konopka
- Korwin – Jacek Kopczyński
- Worgow – Dariusz Kowalski
- Kruk – Maciej Kowalski
- Młody Żołnierz – Łukasz Kucharzewski
- Kutuzow – Jan Kulczycki
- Katia – Agnieszka Kunikowska
- Kościej – Jacek Mikołajczak
- Żołnierz drugi – Paweł Parczewski
- Car Aleksander – Wojciech Paszkowski
- Timur – Miłogost Reczek
- Davout – Jacek Rozenek
- Wiedźma – Ewa Serwa Galia
- Grajek – Tomasz Steciuk
- Piotr – Zbigniew Suszyński
- Sołtys – Paweł Szczesny
- Jaryła – Jakub Szydłowski
- Żołnierz trzeci – Robert Tondera
- Irina – Brygida Turowska
- Żołnierz pierwszy – Piotr Warszawski
- Otto – Krzysztof Zakrzewski
- Masza – Anna Zawiślak

## Interaktywna audycja radiowa w polskim radiu „Czwórka”
10 kwietnia 2012 polskie radio „Czwórka” zaczęło emitować przygody Korwina Giedyminowicza na antenie. Słuchacze radia mogli decydować o jego losach poprzez zabawę SMS. Wyemitowano 10 odcinków.

## Odbiór gry
Gra 1812: Serce Zimy cieszyła się sporym zainteresowaniem, odkąd tylko w sieci pojawiło się demo. Jej recenzja pojawiła się na wielu portalach zajmujących się tematyką gier, telefonów komórkowych czy nowinek technicznych.